# 安海斯-布希英博集團
百威英博（德語：Anheuser-Busch InBev SA/NV，缩写为AB InBev），是一家总部位于比利时鲁汶的跨國啤酒生產集團，於2008年11月18日由比利時的英博集團（InBev）與美國的安海斯-布希（Anheuser-Busch）兩大酒業集團合併而成。至於InBev，則是在2004年8月27日透過合併交易結合世界第三大的比利時啤酒釀製廠商Interbrew及世界第五大的巴西啤酒釀製廠商Ambev，並創造了市值115億美元，變為世界第一的啤酒製造廠。此交易同時也統一了來自比利時、加拿大、德國和巴西的最高品牌。該集團在全球30多个國家拥有工厂，其产品行销130多國。其2012年的集團年度利潤高達72.43億美元，並擁有1226.21億美元的資產，是全球規模最大的啤酒釀造廠。

## 历史
2009年，百威英博以18億美元的價格將東洋啤酒賣給了私募股權公司KKR。
2012年4月，百威英博的巴西分支AmBev同意以12.4億美元收購總部位於多明尼加共和國的啤酒釀制商Cerveceria Nacional Dominicana的部分控制權股份，打造加勒比海地區最大的飲料公司
2012年6月26日安海斯-布希英博集團斥資逾120億美元（逾933億港元），收購出產科羅娜的墨西哥啤酒商莫德洛集團（Grupo Modelo）剩餘50%股權。
2014年1月23日百威英博斥資58億美元(約合人民幣351億元)從私募機構KKR和駿麒投資公司手中回購韓國啤酒生產商東洋啤酒。
2016年3月2日 華潤啤酒與安海斯-布希英博集團達成協議，以16億美元(相當約124.4億港元)，收購SABMiller Asia持有的49%華潤雪花啤酒股權, 收購完成後, 華潤雪花啤酒將成為華潤啤酒的全資子公司。
2015年9月16日宣布将收購南非米勒。2016年10月10日收购完成，交易金额1070亿美元。
2016年12月13日朝日啤酒以73億歐元收購百威英博旗下位於中歐、東歐的前南非米勒業務，包括Pilsner Urquell、Kozel、Tyskie等品牌。 
2016年12月21日可口可樂以31.5億美元收購百威英博在Coca-Cola Beverages非洲業務(CCBA)的54.5%權益。有關業務涵蓋南非、納米比亞、肯尼亞、烏干達、坦桑尼亞、埃塞俄比亞、莫桑比克及加納等國家。
2017年8月10日百威英博和土耳其艾菲啤酒Efes Beverage Group 已同意将其在俄罗斯和乌克兰的业务合并，成立一家名为AB InBev-Efes的新公司，雙方各持有合營公司50%權益，百威英博持有Anadolu Efes公司24%的股权
2018年12月百威亞太與捷成飲料訂立協議，以現金收購捷成飲料（中國）有限公司65%的註冊資本，交易完成後主要在中國內地從事製造、營銷、分銷、銷售及商業化藍妹啤酒及其他品牌的啤酒及其他麥芽糖飲料
2019年5月10日百威英博的亞洲子公司百威亚太控股有限公司向香港交易所提交上市申請，據港交所披露的初步招股文件顯示，百威亞太去年盈利14.09億美元，按年增長30.83%；收入84.59億元美元，按年升8.59%。
2019年7月5日宣布将在香港公開招股，但7月15日撤回上市。
2019年7月19日以160億澳元(113億美元)(約881.8億港元)出售澳洲子公司卡爾頓聯合啤酒廠(Carlton & United Breweries)給朝日啤酒
2019年8月9日收購俄亥俄州的精釀啤酒廠--platform啤酒公司。但交易的具體的財務條款尚未披露。
2019年8月15日收購美國葡萄酒品牌Babe
2019年9月18日百威亚太控股今日起至23日在香港公開招股，9月30日正式上市。

## 主要品牌
2018年全球啤酒業市場佔有率26.2%，排名第一
根據AB InBev本身的品牌劃分策略，該集團將旗下擁有的產品品牌劃分為全球性與地方性品牌兩個等級：

### 全球品牌
- 貝克啤酒（Beck's）
- 百威啤酒（Budweiser）
- 時代啤酒（Stella Artois）
- 科羅娜（Corona）

### 地方品牌
- Spaten
- Franziskaner
- Hasseröder
- 廬雲堡啤酒（Löwenbräu）
- Quilmes
- 博浪啤酒（Brahma）
- Labatt
- Alexander Keith's
- Bass
- Busch
- Guaraná Antarctica
- Rolling Rock
- Jupiler
- 哈爾濱啤酒（Harbin）
- Goose Island
- 力夫啤酒（Leffe）
- 豪格登啤酒（Hoegaarden）
- Hertog Jan
- Dommelsch
- Oranjeboom
- Staropramen
- Michelob
- Natural Ice
- Kokanee
- Tinkoff
- BagBier
- Кlinskoe
- Sibirskaya Korona
- Tolstyak
- Premier
- Rifyey
- Zhigulevskoe
- O'Doul's
- Shock Top

另外，AB InBev還擁有墨西哥啤酒業者莫德洛集團（Grupo Modelo）50%的股份，該集團是國際知名啤酒品牌科羅娜（Corona）的擁有者。

## 在中國的投資
AB InBev在中國8個省份擁有33家啤酒廠，總銷量超過400萬噸，並已經成為繼華潤啤酒、青島之外中國第三大啤酒生產商。旗下擁有或投資的酒廠包括了：
- 哈爾濱啤酒：100%全資持有
- 花河啤酒
- 珠江啤酒：持有股份29.9%
- 金龍泉啤酒
- 溫州雙鹿啤酒
- 雁蕩山啤酒
- 英博雪津啤酒有限公司
- 寧波KK啤酒
- 開開啤酒集團：持有股份70%
- 石梁啤酒
- 南昌啤酒
- 江苏大富豪酿酒科技发展有限公司
- 金士百啤酒股份有限公司